# Pazifische Kliesche
Die Pazifische oder Raue Kliesche (Limanda aspera) ist eine Fischart aus der Familie der Plattfische (Pleuronectidae). Sie kommt im Nordpazifik von den Küsten Koreas, Japans über das Beringmeer bis Kanada vor und wird kommerziell sowie von Sportanglern befischt.

## Merkmale
Pazifische Klieschen erreichen eine Länge von bis zu 52 cm und ein Gewicht von bis zu 1,7 kg. Ihr Körper ist relativ breit und bräunlich gefärbt. Die Flossen sind einfarbig oder sie weisen kleine dunkle Flecken oder Streifen auf. Jungtiere zeigen auch auf Kopf und Körper dunkle Punkte. Das Maul ist klein mit leicht verlängerter Schnauze. Der Oberkiefer erreicht weniger als ein Drittel der Kopflänge. Die Zähne sind stumpf kegelförmig und genauso wie die Kiefer auf der blinden Seite stärker entwickelt. Die Kopfoberseite ist flach.
Die Seitenlinie weist über der Brustflosse eine deutliche Krümmung auf. Über ihr liegen 74 bis 90 Schuppen. Die Rückenflosse beginnt über dem hinteren Rand des Auges und weist 61 bis 77 Weichstrahlen auf. Die Schwanzflosse hat abgerundete Ecken. Die Afterflosse weist 48 bis 58 Weichstrahlen auf, die stumpf zugespitzten Brustflossen haben 9 bis 13. Die Kiemenreuse zählt am ersten Bogen 3 bis 9 plus 5 bis 10.

## Lebensweise
Im Sommer besiedeln die Pazifischen Klieschen vorwiegend sandige Flachgewässer bis etwa 50 Meter Tiefe. Sie sind bodenbewohnend, wandern aber gelegentlich auch in höhere Bereiche der Wassersäule. Im Herbst und Winter sammeln sich die Tiere in dichten Schulen in Tiefen von 100 bis 270 Metern, möglicherweise um dem kalten Oberflächenwasser zu entkommen. Als Beute dienen vor allem Wirbellose, die aus dem Substrat oder von dessen Oberfläche aufgenommen werden, aber auch freischwimmende Krustentiere und kleine Fische. Hauptfressfeinde sind neben dem Menschen Heilbutte und der Nördliche Seebär.
Laich wird vorwiegend im Juni und Juli abgegeben. Die – je Weibchen ein bis drei Millionen – Eier sind freischwimmend, ebenso die Larven bis zu einem Alter von etwa vier bis fünf Monaten. Bei einer Länge von etwa 17 Millimetern wandeln sie sich zur typischen Plattfisch-Form und werden bodenbewohnend.
Das vermutete Höchstalter liegt bei 26 Jahren.

## Nutzung
Pazifische Klieschen werden mit Grundschleppnetzen und Leinen gefangen und tiefgefroren vermarktet. Hauptfangnation sind die USA.